# Nanaloricus
Genre
Nanaloricus est un genre de loricifères de la famille des Nanaloricidae.

## Description
Il est défini par une lorica composée de 6 plaques.

## Liste des espèces
Selon World Register of Marine Species (12 mai 2021) :
- Nanaloricus khaitatus Todaro & Kristensen, 1998
- Nanaloricus mysticus Kristensen, 1983

et décrites depuis :
- Nanaloricus gwenae Kristensen, Higgins & Heiner, 2007
- Nanaloricus mathildeae Neves, Kristensen & Møbjerg, 2021
- Nanaloricus valdemari Neves, Kristensen & Møbjerg, 2021

## Publication originale
- Kristensen, 1983 : « Loricifera, a new phylum with Aschelminthes characters from the meiobenthos. » Zeitschrift fuer Zoologische Systematik und Evolutionsforschung, vol. 21, no 3, p. 163-180.